# Club de race

La société centrale canine regroupe la plupart des clubs de races canines français

L'Association nationale du selle français est le club de race dédié au selle français.

Un club de race est un regroupement de passionnés et d'éleveurs, généralement organisé sous la forme d'une association, dont les activités, notamment l'établissement du standard, sont centrées sur une race spécifique d'un animal domestique. Il est parfois appelé association de race bien que l'association, entité administrative à laquelle le club se rattache, puisse servir de support à la gestion de plusieurs clubs de races. Son but varie en fonction de l'espèce concernée et des besoins des membres du club. Les clubs sont généralement fédérés à différents niveaux en associations plus larges comme la société centrale canine ou la fédération cynologique internationale pour les races canines ou encore association nationale du selle français ou la société hippique française pour les races équines. 
Les clubs de race peuvent avoir des objectifs différents en fonction des pays, et ceci même s'il s'agit de la même race. La plupart des animaux domestiques, qu'ils soient du bétail (bovins, chevaux ou porcs), des volailles (poules ou pigeons) ou des animaux de compagnie (chiens ou chats), ont un club d'élevage associé à leur race.